# Lomé-Tokoin nemzetközi repülőtér
A Lomé-Tokoin nemzetközi repülőtér (IATA: LFW, ICAO: DXXX) egy nemzetközi repülőtér Togóban. Éves utasforgalma 960 000 fő (2021).

## Futópályák
A repülőtér futópályái:
- 04/22 (3000 m, 45 m, bitumen)

## Légitársaságok és célállomások

### Személy
| Légitársaság                    | Célállomások |
| ------------------------------- | --- |
| Air Burkina                     | Cotonou, Ouagadougou |
| Air Côte d'Ivoire               | Abidjan |
| Air France                      | Párizs-Charles de Gaulle repülőtér |
| ASKY Airlines                   | Abidjan (felfüggesztve), Abuja, Accra, Addis Ababa, Accra, Bamako, Bangui, Bissau, Brazzaville, Conakry (suspended), Cotonou, Dakar, Douala, Kinshasa-N'Djili, Lagos, Libreville, Monrovia-Spriggs Payne (felfüggesztve), N'Djamena, Niamey, Ouagadougou, Pointe-Noire, Yaoundé |
| Brussels Airlines               | Abidjan, Brüsszel |
| Ceiba Intercontinental Airlines | Malabo |
| Ethiopian Airlines              | Addis Ababa, Dakar, São Paulo–Guarulhos |
| Royal Air Maroc                 | Accra, Casablanca |

### Teherszállítás
| Légitársaság         | Célállomások                           |
| -------------------- | -------------------------------------- |
| Africa West Airlines | Bamako, Bangui, Cotonou, Liège, Niamey |

## Forgalom
Az utasforgalom az elmúlt években az alábbi módon változott:
| Utasok száma | 315 701 | 414 344 | 191 102 | 224 393 | 231 763 | 234 557 | 274 235 | 382 184 | 666 343 | 960 000 |
|              | 1987    | 1990    | 1994    | 1997    | 2000    | 2004    | 2007    | 2010    | 2016    | 2021    |